# Sthulabhadra
Sthulabhadra a été le chef de la communauté jaïne autour du IIIe siècle avant notre ère. Jeune, il était compté parmi les membres affluents à la cour d'un roi de la dynastie Nanda, dans le nord de l'Inde. Il abandonna tout pour devenir ascète. Il suivit Bhadrabahu afin qu'il lui enseigne le jaïnisme; ce dernier lui professa également les Purvas. Sthulabhadra est dit être le dernier omniscient des Écritures saintes du jaïnisme. Aujourd'hui il est vénéré comme Mahâvîra ou Gautama, notamment pour le légendaire contrôle qu'il avait de lui-même,.